# 金瑞鉉
金 瑞鉉（キム・ソヒョン、朝鮮語: 김서현、2004年5月31日 - ）は、大韓民国の忠清南道天安市出身のプロ野球選手（投手）。右投右打。KBOリーグのハンファ・イーグルス所属。

## 経歴

### プロ入り前
高校1年生の時に右肘のトミー・ジョン手術を受けている。
2022年9月15日に行われた新人ドラフトにて、ハンファ・イーグルスから1位指名され入団した。ドラフト後に開催されたWBSC U-18ワールドカップの韓国代表に選出された。同大会ではスーパーラウンドの日本戦で救援登板し、自己最速となる163km/hを計測し、注目を集めた。

### ハンファ時代
2023年は開幕前の春季キャンプを一軍で迎えたが、Instagramのサブアカウントでコーチやファンを非難する投稿をしていたことが発覚し、3日間の練習参加禁止と罰金処分を受けた。開幕後、4月19日の斗山ベアーズ戦でプロ初登板した。5月12日のSSGランダース戦でプロ初セーブを記録した。この年は20試合に登板して防御率7.25、1セーブを記録した。オフには韓国選抜の一員としてみやざきフェニックス・リーグに参加した。

## 人物
花粉症であり、目を保護するためにゴーグルを着用している。
大谷翔平と山本由伸に憧れており、高校時代からMLBよりもNPBでプレーしたい意向があるという。

## 詳細情報

### 年度別投手成績
| 年 度    | 球 団    | 登 板 | 先 発 | 完 投 | 完 封 | 無 四 球 | 勝 利 | 敗 戦 | セ 丨 ブ | ホ 丨 ル ド | 勝 率 | 打 者 | 投 球 回 | 被 安 打 | 被 本 塁 打 | 与 四 球 | 敬 遠 | 与 死 球 | 奪 三 振 | 暴 投 | ボ 丨 ク | 失 点 | 自 責 点 | 防 御 率 | W H I P |
| -------- | -------- | ----- | ----- | ----- | ----- | -------- | ----- | ----- | -------- | ----------- | ----- | ----- | -------- | -------- | ----------- | -------- | ----- | -------- | -------- | ----- | -------- | ----- | -------- | -------- | ------- |
| 2023     | ハンファ | 20    | 1     | 0     | 0     | 0        | 0     | 0     | 1        | 0           | ----  | 114   | 22.1     | 22       | 1           | 23       | 1     | 7        | 26       | 3     | 1        | 20    | 18       | 7.25     | 2.01    |
| 2024     | ハンファ | 37    | 0     | 0     | 0     | 0        | 1     | 2     | 0        | 10          | .333  | 178   | 38.1     | 31       | 0           | 32       | 0     | 4        | 43       | 3     | 0        | 20    | 16       | 3.76     | 1.64    |
| KBO：2年 | KBO：2年 | 57    | 1     | 0     | 0     | 0        | 1     | 2     | 1        | 10          | .333  | 292   | 60.2     | 53       | 1           | 55       | 1     | 11       | 69       | 6     | 1        | 40    | 34       | 5.04     | 1.78    |

- 2024年度シーズン終了時

### 背番号
- 54（2023年 - 2024年）
- 44（2025年 - ）

### 代表歴
- 2022 WBSC U-18ワールドカップ 韓国代表
- 2024 WBSCプレミア12 韓国代表